# Dolly Akers
Dolly Smith Cusker Akers (* 23. März 1901 in Wolf Point, Montana; † 5. Juni 1986 in Helena) war eine Angehörige des Volkes der Assiniboine, die als erste indigene Amerikanerin in das Repräsentantenhaus von Montana und als erste Frau in den Stammesvorstand der Assiniboine- und Sioux-Stämme im Indianerreservat Fort Peck gewählt wurde.

## Leben
Akers wurde in Wolf Point, Montana, als Tochter der Assiniboine-Stammesangehörigen Nellie Trexler und des irisch-amerikanischen William Smith geboren und wuchs im Fort Peck auf. Sie war auch als „Day Eagle Woman“ bekannt. Als Teenager besuchte sie ein Indianer-Internat, das Sherman Institute in Riverside, Kalifornien. Nachdem sie im Alter von sechzehn Jahren ihren Abschluss gemacht hatte, kehrte sie nach Montana zurück und heiratete 1917 George Cusker. Das Paar betrieb eine Ranch in der Nähe von Poplar und hatte eine Tochter, Alvina Welliver. George Cusker starb 1941 und 1944 heiratete Dolly John Akers ein zweites Mal. Sie starb 1986 in Helena.

## Politische Karriere
Im Jahr 1923 war Akers Übersetzerin für zwei Repräsentanten der Fort Peck Indian Reservation, die nach Washington, D.C. gingen um sich für Schulfinanzierung einzusetzen. Bei dieser Gelegenheit setzte sie sich aber auch für die Staatsbürgerschaft für indigene Amerikaner ein. Ein Jahr später wurde der Indian Citizenship Act verabschiedet. Nur ein Jahr später wurde, durch Akers Bemühungen sichtlich gestärkt, das Staatsbürgerschaftsgesetz verabschiedet, welches der indigenen Bevölkerung der USA den Status als vollwertige Bürger verlieh. Jedoch mussten sich Befürworter wie Akers einer großen Protestwelle von Ureinwohner entgegenstellen, welche in diesem Gesetz einen Versuch der endgültigen Assimilierung der Indianer sahen. Zudem wurde somit den verschiedenen Stämmen ihre Souveränität genommen.
Ihre politische Laufbahn wurde durch ihren Ehemann George Cusker sehr stark begünstigt. Als Ehefrau und Beraterin eines Mitgliedes des Executive Board des Tribal Council konnte sie so auf sich aufmerksam machen und wurde später selber als Vorstand in den Konzil berufen.
Akers wurde 1932 als Demokratin ins Montana State Government gewählt (später wurde sie Republikanerin). Damit war sie die erste Indigene in dieser Regierung und die einzige Frau, die in der Legislaturperiode von 1933 bis 1934 diente. Sie wurde ins Federal Relations Committee berufen und war eine Sonderbeauftragte des Gouverneurs im US-Innenministerium.
Akers war ihr Leben lang politisch aktiv, unter anderem als Vizepräsidentin des National Congress of American Indians in den 1960ern, als Angehörige des Montana Intertribal Policy Board und im Fort Peck Tribal Council.